# Lunar Surface Habitat
Pour les articles homonymes, voir LSH.

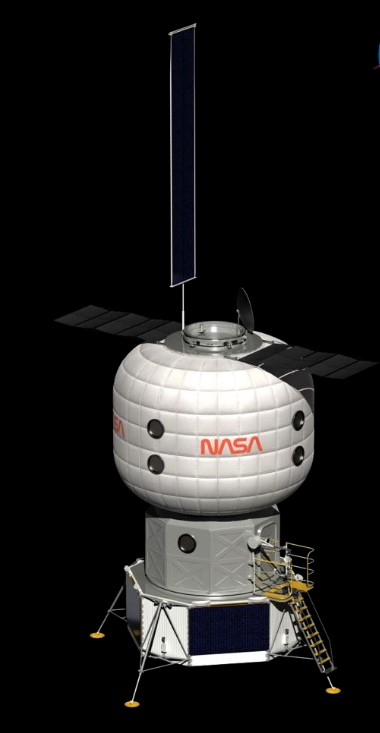
Le module d'habitation lunaire LSH posé sur l'étage ayant servi à son atterrissage (vue d'artiste de 2021). Compte tenu de son implantation au pôle sud, les panneaux solaires sont verticaux tandis que les radiateurs sont horizontaux.

Le Lunar Surface Habitat (en français habitat de surface lunaire), également désigné par son acronyme LSH, est  un module partiellement gonflable de 12 tonnes que l'agence spatiale américaine, la NASA, prévoit d'installer à la surface de la Lune dans la région du pôle sud dans le cadre de son programme Artemis. Ce module permettra d'accueillir de deux à quatre astronautes durant 30 à 60 jours. Selon le planning en vigueur en novembre 2022, l'agence spatiale prévoit son lancement par la mission Artemis VIII en 2031.

## Contexte
Le programme Artemis est un programme spatial habité de la NASA, l'agence spatiale américaine, dont l'objectif est d'amener un équipage sur le sol lunaire d'ici 2025. L'objectif du programme est de réaliser une exploration durable du satellite, c'est-à-dire l'organisation de missions régulières dont l’aboutissement serait l'installation d'un poste permanent sur la Lune. Le programme doit également permettre de tester et de mettre au point les équipements et procédures qui seront mis en œuvre au cours des futures missions avec équipage à la surface de la planète Mars. La réalisation des missions du programme Artemis nécessite le développement de plusieurs engins spatiaux : le lanceur lourd Space Launch System (SLS), le vaisseau spatial Orion, dont la réalisation a débuté dans les années 2010 mais est marquée par des dérapages budgétaires et calendaires réguliers, un vaisseau lunaire entièrement nouveau Human Landing System (HLS), chargé d'emporter les hommes sur le sol lunaire, et des missions robotiques, chargées de réaliser des reconnaissances et des études scientifiques complémentaires. L'architecture des missions repose sur la future station spatiale Lunar Orbital Platform-Gateway (LOP-G) qui, placée en orbite autour de la Lune, servira de relais entre la Terre et la surface de la Lune. Une fois sur le sol lunaire, les astronautes doivent mener des missions d'une durée de 30 à 60 jours. Pour les premières missions à la surface de notre satellite (Artemis III à VII), les astronautes séjourneront dans le vaisseau lunaire HLS. Le module d'habitation doit être installé et utilisé à partir de la mission Artemis VIII dont le lancement est planifié en 2031,.

## Rôle
L'habitat de surface LSH doit permettre aux astronautes de séjourner durant de longues périodes (un à deux mois) à la surface de la Lune. Il doit être conçu, contrairement au module lunaire Apollo, pour survivre à la longue nuit lunaire (éclipse de plus de 100 heures), durant laquelle la température chute de manière importante et la source d'énergie fournie par le Soleil n'est plus disponible. Positionné au pôle sud il doit être également prendre en compte un éclairage systématiquement rasant. Il remplit les fonctions suivantes : 
- Lieu de séjour
- Centre de télécommunications
- Atelier de réparations des équipements utilisés durant les sorties extravéhiculaires
- Recyclage des déchets et consommables
- Site de stockage

## Caractéristiques techniques

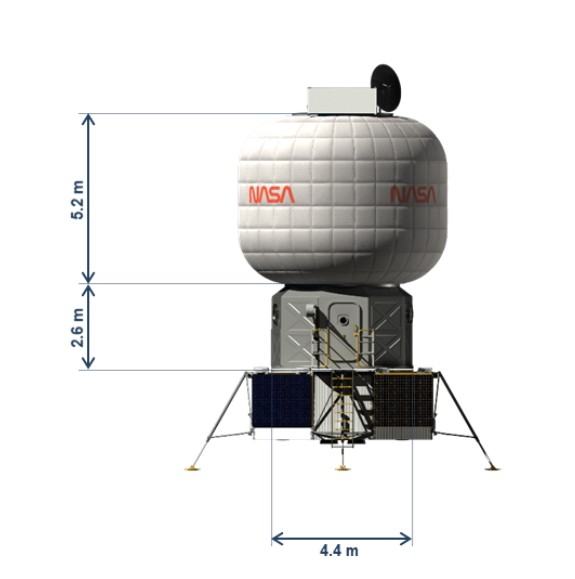
Dimensions du module d'habitation selon une étude de 2022.

Selon une étude datant de début 2022, l'habitat lunaire serait haut de 7,8 mètres (en ne comptant pas l'étage utilisé pour l'atterrissage) avec un diamètre maximal de 6,5 mètres une fois la partie gonflable déployée. L'ensemble est conçu pour tenir sous la coiffe de fusée d'une diamètre de 5 mètres. L'habitat lunaire est fixé au sommet de l'étage utilisé pour le faire atterrir. Celui-ci, d'un diamètre de 4,4 mètres, repose sur un train d'atterrissage et comporte notamment des panneaux solaires verticaux et des équipements nécessaires au fonctionnement dont sans doute des réservoirs pour les différents consommables. Une échelle fixée sur le flanc de ce socle permet d'accéder à sa partie supérieure depuis la surface de la Lune. La partie habitable proprement dit comporte deux étages. La partie inférieure haute de 2,6 mètres est une structure métallique rigide. On y trouve des installations nécessaires à la logistique ainsi qu'un sas comportant deux chambres pour répondre à des besoins de redondance. L'étage supérieur est constitué d'un noyau métallique entouré d'une structure gonflable qui est déployée une fois le module posé sur la Lune. L'enveloppe gonflable est constituée d'une structure souple recouverte de plusieurs couches de matériaux fournissant l'isolation thermique et une protection contre les micro-météorites. L'habitat a une durée de vie minimum de 15 ans.
L'habitat offrira un volume habitable de 175 m³ pour une masse évaluée à 12 tonnes. 15 kilowatts électriques seront générés durant la journée lunaire et 2 kilowatts de nuit. La composition de l'atmosphère à l'intérieur de l'habitat reproduit celle de la Terre avec une pression partielle d'oxygène de 26,5% qui peut être portée à 34% tout en abaissant de 20% la pression totale. Le système de support de vie permet de recycler l'urine et la vapeur d'eau expirée, d'extraire le dioxyde de carbone et de régénérer l'oxygène. Il peut s'interfacer avec le système de support vie de l'astromobile pressurisé (Lunar Pressurized Rover) utilisé pour mener des expéditions de longue durée à la surface de la Lune. La température sera maintenue grâce à un système de régulation thermique comportant deux boucles dans lesquelles circulent un fluide caloporteur à basse et moyenne température permettant d'évacuer la chaleur excédentaire via des  radiateurs. Pour alimenter en énergie cette installation la NASA prévoit de déployer des panneaux solaires utilisant des cellules photovoltaïques à l'arséniure de gallium ainsi qu'un petit réacteur nucléaire (fission) de type Kilopower en 2028/2029. L'habitat doit stocker une grande quantité d'énergie pour traverser la longue nuit lunaire. Compte tenu de la capacité de stockage nécessaire, le choix s'est porté sur des piles à combustibles qui présentent l'avantage d'avoir une masse plus faible et de fournir de la chaleur durant la nuit lunaire,.

## Principaux défis
Les caractéristiques inédites des missions Artemis à la surface de la Lune (durée du séjour, permanence de l'installation, caractéristiques de la surface lunaire) soulèvent plusieurs défis.

### Poussière lunaire
La poussière lunaire présente un des aspects les plus critiques pour le bon déroulement des missions à la surface de la Lune. Constituée de minuscules particules très abrasives car non arrondies par l'érosion, elle s'insinue partout en dégradant le fonctionnement des mécanismes, des joints et des systèmes de régulation thermique. Durant les missions Apollo la poussière lunaire a été la source de problèmes ayant des répercussions significatives sur le déroulement de la mission en s'accumulant sur les lentilles des appareils photos, sur les joints des combinaisons spatiales et en pénétrant dans l'habitat pressurisé à la suite des sorties extravéhiculaires (avec des risques potentiels pour la santé des astronautes). La NASA teste des stratégies passives (mise au point de matériaux ou de surfaces permettant de d'améliorer la résistance à l'abrasion) et actives  pour réduire son impact.

### Occupation semi permanente
Contrairement à la Station spatiale internationale, l'habitation lunaire ne sera occupée que par intermittence durant un à deux mois par an et éventuellement à des intervalles de date plus important. Il est donc nécessaire que les différents systèmes restent en état de fonctionnement malgré l'absence d'occupants. Le système de régulation thermique doit être protégé contre le gel du fluide caloporteur. La croissance de la flore microbienne doit être maitrisée. Les consommables doivent pouvoir être conservées durant les longues périodes d'absence.

### Transfert des consommables entre l'habitat et l'astromobile pressurisé
La mise au point des équipements permettant le transfert des consommables (oxygène, eau) entre l'habitat et l'astromobile pressurisé et ne comportant pas de risques tout en réduisant le temps que devra y consacrer les astronautes constitue un défi important.

### Pièces détachées de rechange
Le volume du stock de pièces détachées de rechange mis à disposition est une problématique qui reste à l'étude. L'habitat comportera de nombreux équipements non testés en conditions réelles jusque là dont le taux de défaillance pourrait être mal maitrisé.

## Lancement et mise en œuvre
Le module sera lancé dans le cadre de la mission Artemis VIII (2031). Sa durée de vie est d'au moins 15 ans. Il devrait être occupé par intermittences au rythme des missions Artemis (une mission par an) durant deux à trois mois.